# Rock Machine
Rock Machine (The Idolmaker) è un film di Taylor Hackford del 1980 con Ray Sharkey, Peter Gallagher e Joe Pantoliano.

## Riconoscimenti
- 1981 - Golden Globe
  - Miglior attore in un film commedia o musicale (Ray Sharkey)